# Jerewaner Brandy-, Wein- und Schnapsfabrik Ararat
Die Jerewaner Brandy-, Wein- und Schnapsfabrik Ararat (armenisch Երևանի Արարատ կոնյակի-գինու-ողու կոմբինատ) ist ein Getränkehersteller in Jerewan.

## Firmengeschichte

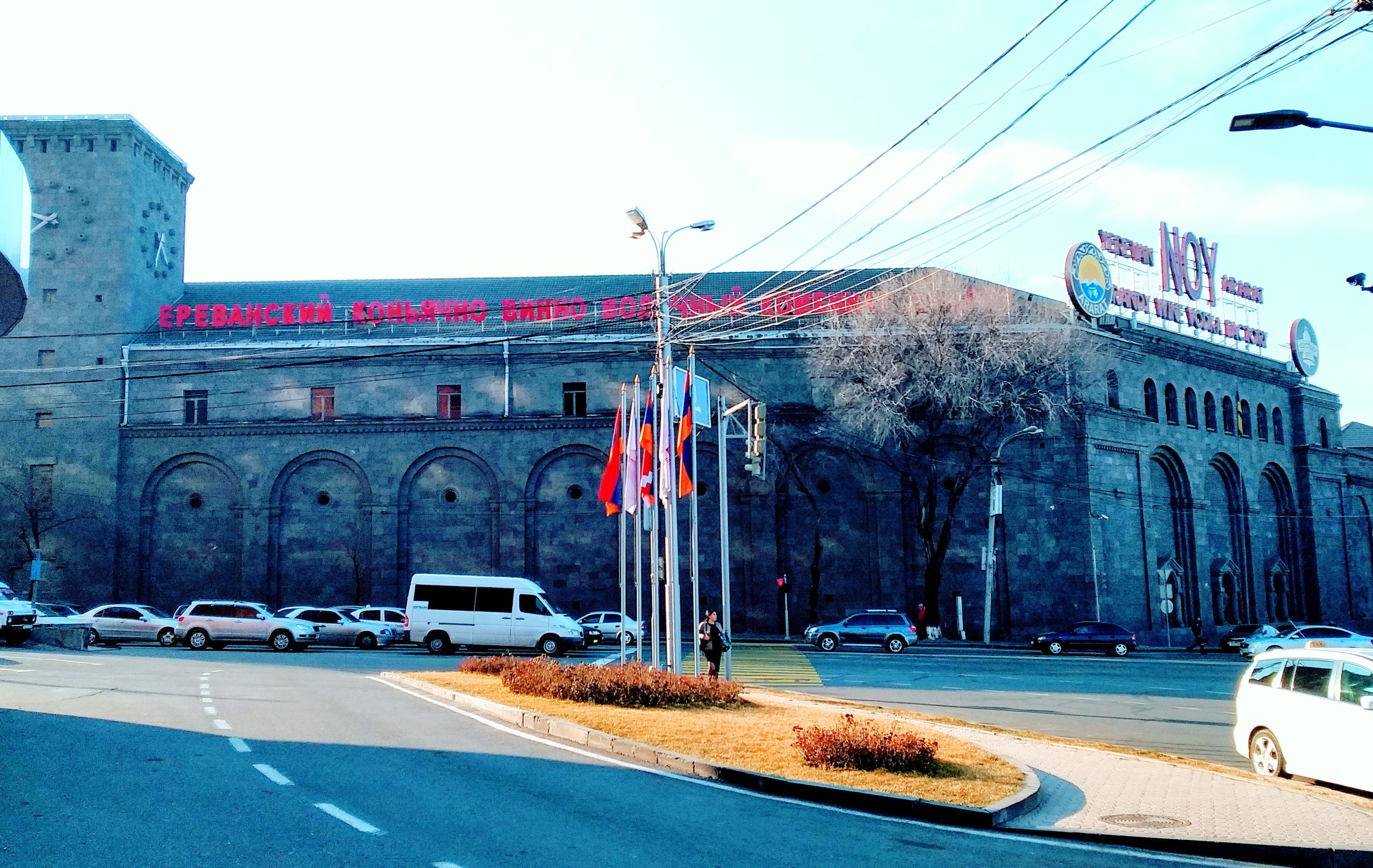
Hauptsitz und Fabrik in Jerevan

Die Jerewaner Brandy-, Wein- und Schnapsfabrik Ararat wurde 2002 gegründet, sieht sich selbst aber in der Tradition der „Wein- und Schnapsfabrik Jerewan“, die der armenische Kaufmann Nerses Tairjanz im Jahre 1877 gründete und 1899 an die russische Kaufmannsdynastie Schustow verkaufte. Der Betrieb wurde kurz nach Gründung der Armenischen SSR 1920 nationalisiert (verstaatlicht). Aus ihr ging die Yerevan Brandy Company hervor, die sich ebenfalls als Erbin der Fabrik von Tairjanz sieht.
2002 gründete Gagik Zarukjan die Fabrik neu, wobei er zum alten Namen noch „Ararat“ hinzufügte. Dies ist in Armenien eine beliebte Bezeichnung für Firmen aller Art und der Name einer bekannten Sorte aus der Produktpalette der Yerevan Brandy Company. Zarukjan ließ das alte Geschäftsgebäude der Familie Schustow restaurieren und dort ein Firmenmuseum einrichten. 2005 stellte der Betrieb eine Million Liter Brandy der Marke „Noah“ her. 
Formal ist die Jerewaner Brandy-, Wein- und Schnapsfabrik Ararat eine offene Aktiengesellschaft.
Das Fabrikgebäude steht auf dem Gelände des ehemaligen Palastes des Sardars.